# 南京钢铁股份
南京鋼鐵股份有限公司簡稱南钢股份，是一間中國上市鋼鐵公司，經營生產及銷售鋼材、鋼坯及焦炭，公司總部設在江蘇南京。南钢股份在1999年由南京鋼鐵集團成立，並在2000年於上海證券交易所上市。
目前南钢股份的直接控股公司是「南京南鋼鋼鐵聯合有限公司」，簡稱「南京钢联」， 是南京鋼鐵集團與復星國際合資的鋼鐵企業，在2009年成立，以取代其前身，於2003年成立的「南京钢铁联合有限公司」（簡稱：南鋼聯）。

## 子公司
- 南京南钢产业发展有限公司
  - 南京钢铁有限公司
  - 南京鋼鐵集團國際貿易有限公司
  - 香港金騰國際有限公司
- 南京金腾钢铁有限公司（己注销）

## 連結
- 南京鋼鐵股份有限公司 （页面存档备份，存于）